# Thibaud de Montmorency
Ne doit pas être confondu avec Thibaud de Montlhéry, surnommé File Etoupe, issu de la branche cadette mais environ un demi-siècle plus tôt, qui est à l'origine de la maison de Rochefort-Montlhéry.
Thibaud de Montmorency, vivant à la fin du XIe siècle, fut connétable de France sous Philippe Ier. 

## Biographie
Il était le fils aîné de Bouchard III, seigneur de Montmorency, de Marly, de Feuillarde, de Deuil et de Château-Basset.
Nous savons peu de choses sur lui, si ce n'est qu'il serait le deuxième connétable de la famille de Montmorency après son oncle Albéric et que son sceau apparaît sur plusieurs chartes des années 1083, 1085 et 1086.
Il mourut sans descendance vers 1090.